# Cromosoma 17
El cromosoma 17 és un dels 23 parells de cromosomes del genoma humà. Les persones normalment tenen dues còpies d'aquest cromosoma. El cromosoma 17 conté més de 81 milions de parells de bases i representa entre el 2,5 i 3% del total de l'ADN nuclear.
El cromosoma 17 conté entre 1.200 i 1.500 gens. També conté el cluster homebox B.

## Gens

Imatge del cromosoma 17 humà.

Gens que estan localitzats en el cromosoma 17:
- ACADVL: deshidrogenasa A de l'acetil-coenzim, de cadena llarga.
- ACTG1: actina, gamma 1
- ASPA: aspartoacciclasa (malaltia de Canavan)
- BRCA1: gen del càncer de pit 1
- COL1A1: col·lagen, tipus I, alfa 1
- ERBB2: v-erb-b2 leucèmia eritroblàstica viral, oncogen homòleg 2,
- FLCN: foliculina
- GALK1: galactoquinasa 1
- GFAP: glial fibrillary acidic protein
- KCNJ2: potassium inwardly-rectifying channel, subfamília J, membre 2
- MYO15A: miosina XVA
- NF1: neurofibromina 1 (neurofibromatosi, malaltia de von Recklinghausen, malaltia de Watson)
- PMP22: proteïna perifèrica 22 de la mielina
- SHBG: hormona sexual d'unió a la globulina
- TP53: proteïna tumoral p53 (malaltia de Li-Fraumeni)
- USH1G: síndrome d'Usher 1G (autosòmic recessiu)
- RAI1: àcid retinoic induït 1
- RARalpha: receptor alfa de l'àcid retinoic (implicat en t(15,17) juntament amb PML)
- GRB7: receptor del factor de creixement-proteïna òssia 7
- Diverses quimiocines CC: CCL1, CCL2, CCL3, CCL4, CCL5, CCL7, CCL8, CCL11, CCL13, CCL14, CCL15, CCL16, CCL18, i CCL23.

## Malalties associades
- Síndrome de Joubert
- Càncer de mama
- Malaltia de Canavan
- Malaltia de Charcot-Marie-Tooth
- Osteogènesi imperfecta